# جزیره ایندا
جزیره پولائو ایندا (به معنی:جزیره زیبا، که قبلاً به عنوان پولائو لوموت شناخته می‌شد) جزیره‌ای در ساحل غربی ایالت سلانگور، مالزی است. بزرگ‌ترین بندر مالزی، بندر غربی مالزی، پورت کلانگ، در این جزیره قرار دارند و جمعیت آن حدود ۲۰۰۰۰ نفر است. «ایندا در زبان مالایی به معنای «زیبا» است.
دو پل جزیره را به سرزمین اصلی متصل می‌کند:پولاو ایندا بزرگراه مسیر فدرال ۱۸۱ پلی که امتداد بعد از پانداماران است. قبل از تکمیل پل‌ها، تنها روش حمل و نقل برای ساکنان جزیره، یک سرویس یک ساعته کشتی معمولی به ترمینال پورت کلانگ بود.